# James Donnewald
James H.Donnewald (1925-2009), est un homme politique américain, membre du parti démocrate américain. Il est Trésorier de l'Illinois de 1983 à 1987. Avant d'occupé cette fonction, il est parlementaire de l'État de 1961 à 1983.